# Улица краљице Марије (Београд)
| улица · КРАЉИЦЕ МАРИЈЕ | улица · КРАЉИЦЕ МАРИЈЕ          |
| ---------------------- | ------------------------------- |
|                        |                                 |
| Општина                | Палилула                        |
| Почетак                | Улица Старине Новака            |
| Крај                   | Булевар краља Александра        |
| Дужина                 | 780 m                           |
| Ширина                 | 30 m                            |
| Створена               | 1872                            |
| Названа                | 1930                            |
| Стари називи           | Ратарска улица и Дана 27. марта |
|                        |                                 |
|                        |                                 |
|                        |                                 |

Улица краљице Марије налази се на територији Градске општине Палилула, у Београду. Простире се од улице Старине Новака до Булевара краља Александра и парка Краљице Марије, који се налази испред театра ВУК, Градске општине Звездара и Академија пословних струковних студија, са једне стране и студентског дома „Краљ Александар I” (некада студентског дома „Лола”) са друге.

## Име улице
Улица краљице Марије име је добила у част Марије Карађорђевић, супруге краља Александра I и мајке последњег краља Краљевине Југославије Петра II Карађорђевића.

## Историја
Улица kраљице Марије у више наврата је мењала име. 
Првобитни назив ове улице датира још из 1872. године, када се улица називала Ратарска. Овај назив улица је добила када су се, по одлуци кнеза Милоша, београдски земљорадници преселили из Савамале на Видински пут. Улица се тако називала све до 1930. године, од када је после све до 1946. носила назив као и данас улица Краљице Марије. Затим се име улице, од 1946. године мења у 27. марта, у част дана када су 1941. године избиле демонстрације после потписивања Пакта о ненападању са фашистичким силама у Другом светском рату.
Данас се део ове улице, са једне стране угла са Старине Новака, ка Рузвелтовој, назива Краљице Марије, док се са друге стране Старине Новака наставља улица 27. марта.

## Суседне улице
- Булевар краља Александра
- Илије Гарашанин
- Захумска улица
- Држићева улица
- Кнеза Данила

## Значајни објекти
Секретаријат за информисање, Краљице Марије 1
Секретаријат за комуналне и стамбене послове, Краљице Марије 1
Секретаријат за образовање и дечију заштиту, Краљице Марије 1
Секретаријат за опште послове, Краљице Марије 1
Секретаријат за послове легализације објеката, Краљице Марије 1/VIII-X
Секретаријат за послове начелника Градске управе, Краљице Марије 1
Секретаријат за привреду, Краљице Марије 1
Секретаријат за спорт и омладину, Краљице Марије 1
Секретаријат за урбанизам и грађевинске послове, Краљице Марије 1/VIII-X
Секретаријат за здравство, Краљице Марије 1
Сектор за цене, Краљице Марије 1
Служба за централизовање јавне набавке и контролу набавки, Краљице Марије 1
Поштанска штедионица, Краљице Марије 3
Месна заједница „Старина Новак”, Краљице Марије 3/A
Машински факултет, Краљице Марије 16
Јавно предузеће Градско стамбено - Радна јединица Палилула, Краљице Марије 17
Геосонда-консолидације, Краљице Марије 25
Соко Штарк маркет, Краљице Марије 45
Споменик Пушкину, Краљице Марије бб
Академија пословних струковних студија Београд, Краљице Марије 73

## Градски превоз
Улицом краљице Марије пролазе возила градског саобраћаја на линијама:
2  (ПРИСТАНИШТЕ - ВУКОВ СПОМЕНИК - ПРИСТАНИШТЕ)
5  (КАЛЕМЕГДАН (ДОЊИ ГРАД) - УСТАНИЧКА)